# Christa Möller-Metzger
Christa Möller-Metzger (* 26. Dezember 1951 in Hamburg als Christa Möller) ist eine deutsche Politikerin (Bündnis 90/Die Grünen). 

## Leben
Christa Möller-Metzger absolvierte ein Lehramtsstudium der Fächer Biologie, Soziologie und Geschichte und war als Redakteurin und Journalistin tätig.
Seit den 1980er-Jahren ist Möller Mitglied von Bündnis 90/Die Grünen. Sie gehört seit 2019 der Bezirksversammlung Rahlstedt an. Bei der Bürgerschaftswahl in Hamburg 2020 erhielt sie im Wahlkreis Rahlstedt ein Direktmandat in der Hamburgischen Bürgerschaft. Sie war die seniorenpolitische Sprecherin der Grünen. Bei der Bürgerschaftswahl 2025 kandidierte sie nicht erneut.